# 帕德伦达
帕德伦达，是西班牙加利西亚自治区奥伦塞省的一个市镇。总面积57平方公里，总人口2588人（2001年），人口密度45人/平方公里。